# Juan Mendoza Rodríguez
Juan Ezequiel Mendoza Rodríguez (Santa, Perú; 15 de febrero de 1903-Lima; 28 de julio de 1995) fue un militar y educador peruano. General de División del Ejército del Perú. Durante el Ochenio de Manuel Odría fue ministro de Educación Pública (1948-1952 y 1955-1956) y presidente del Consejo de Ministros (1956). En el sector de Educación promovió una vasta labor, que contempló la reforma curricular, la reorganización docente y la construcción e implementación de las grandes unidades escolares, que se cuentan entre las obras más recordadas del régimen odriísta. Años después fue presidente de la Comisión Nacional del Sesquicentenario de la Independencia (1969-1975), que entre otras labores, editó los 86 volúmenes de la Colección Documental de la Independencia del Perú.

## Biografía
Cursó sus estudios escolares en el Colegio Santo Toribio de Lima (1910-1919) y luego pasó a la Escuela Militar de Chorrillos (1920-1923), de donde egresó como alférez de artillería, mereciendo la espada de honor. En 1924 viajó a Francia, para perfeccionarse en la escuela de artillería de Fontainebleau.
A su regreso, se desempeñó como instructor en la Escuela Militar (1927-1930). Luego cursó en la Escuela Superior de Guerra (1933-1934) y fue ascendido a sargento mayor. Enseguida, fue acreditado como agregado militar en la embajada en Japón (1935-1938).
De vuelta en el Perú, fue Comandante en la Escuela Militar de Chorrillos (1939-1940) y profesor en la Escuela Superior de Guerra (1941-1944). Luego pasó a la Escuela de Comando y Estado Mayor en Fort Leavenworth, Estados Unidos (1945). Ascendió a coronel y fue nombrado director del Colegio Militar Leoncio Prado (de educación secundaria militarizada), donde organizó una editorial escolar (1946-1948).
Durante el gobierno de la Junta Militar de Gobierno presidida por el general Manuel A. Odría fue nombrado Ministro de Educación Pública, cargo en el que se mantuvo al iniciarse el gobierno constitucional de dicho general, hasta noviembre de 1952.
Durante los cuatro años que se extendió su período ministerial, realizó una Reforma Educativa, que abarcó la renovación de los planes de estudio, la organización jerárquica del personal docente y un vasto plan de construcción de locales escolares y otros edificios relacionados con la educación, en todo el país. En total se construyeron 30 grandes unidades escolares, 75 núcleos escolares campesinos, numerosos locales administrativos, así como un moderno edificio destinado para el mismo ministerio de Educación, ubicado en la intersección del Parque Universitario con la Avenida Abancay (edificio hoy ocupado por organismos judiciales), que sería inaugurado días antes del fin del Ochenio.
En su calidad de santeño, intervino en la creación de la Nueva provincia del Santa, con su capital, la ciudad emergente de Chimbote, en 1950, por decreto del presidente Manuel A. Odría.
Se alejó temporalmente de la función ministerial al ser ascendido a General de Brigada y pasó a presidir la delegación peruana acreditada ante la Junta Interamericana de Defensa (1953-1954).
Volvió nuevamente a ser Ministro de Educación Pública, en diciembre de 1955, y ya finalizando el Ochenio de Odría, se encargó de la presidencia del Consejo de Ministros, luego que su antecesor, el vicealmirante Roque A. Saldías, renunciara a su cargo (15 de julio de 1956). Dos días después se inauguró la sede del Ministerio de Educación. Mendoza contribuyó a garantizar la normal renovación de los poderes del Estado, la cual se realizó el 28 de julio de 1956, cuando se inauguró el segundo gobierno de Manuel Prado Ugarteche.
Luego fue ascendido a General de División y reasumió su cargo en la Junta Interamericana de Defensa (1957-1958). Por ley pasó a retiro en 1959.
Durante el Gobierno Revolucionario de las Fuerzas Armadas fue presidente de la Comisión Nacional del Sesquicentenario de la Independencia (1969-1975) y en tal calidad, llevó a cabo un extenso plan editorial, destacando los 86 volúmenes de la Colección Documental de la Independencia del Perú. Asimismo, auspició la realización del V Congreso de Historia Americana (1971).
Falleció a la edad avanzada de 92 años.

## Publicaciones
- Organización de materiales de artillería (1928-1930).
- Balística exterior (1929).
- Balística de efectos (1930).
- Empleo de la artillería (1940).
- Plan de Educación Nacional (1950), en colaboración con los miembros del Consejo Nacional de Educación.
- Nuevo potencial para la educación peruana (1956), donde expone documentadamente su labor realizada como ministro de Educación.
- El ejército del Perú (1962).
- La fuerza armada en acción cívica (1965).
- Bases y soluciones para una política educativa nacional (1966 y 1967)
- Reacción cívica por la educación nacional (1987).